# Garešnica
Garešnica ist eine Stadt und eine Verwaltungsgemeinde in Kroatien.

## Lage
Garešnica liegt in der Region Mittelkroatien am Fuße des Gebirges Moslavacka Gora, 17 km nordöstlich von Kutina, an der wichtigen Straßenverbindung Kutina – Veliki Zdenci – Virovitica. Die Umgebung ist waldreich und ermöglicht Wanderungen und Fahrradtouren. In der Nähe von Kaniška Iva und den Flüssen Ilova und Toplica liegt ein großer künstlich angelegter See (Fischzucht). Garešnica ist auch bekanntes Weinanbaugebiet.

## Geschichte
Garešnica wird 1527 zum ersten Mal erwähnt. Sehenswert ist die Pfarrkirche Mariä Heimsuchung, die 1752 gebaut wurde und in der noch viel vom Original-Inventar erhalten ist.

## Gemeinde
Administrativ gehört Garešnica zur Gespanschaft Bjelovar-Bilogora (kroat. Bjelovarsko-bilogorska županija). Nach der Volkszählung von 2011 hat die Gemeinde 10.472 Einwohner, 84,72 % davon sind Kroaten.
Die folgenden Orte gehören zur Gemeinde Garešnica:
Ciglenica (Garešnica), Dišnik, Duhovi (Garešnica), Garešnica, Garešnički Brestovac, Gornji Uljanik, Hrastovac, Ilovski Klokočevac, Kajgana, Kaniška Iva, Kapelica, Mala Bršljanica, Mali Pašijan, Malo Vukovje, Rogoža, Tomašica (Garešnica), Trnovitički Popovac, Uljanički Brijeg, Uljanik, Velika Bršljanica, Veliki Pašijan, Veliki Prokop, Veliko Vukovje und Zdenčac.

## Persönlichkeiten
- Ivo Robić (1923–2000), Schlagersänger und Songschreiber
- Boris Buden (* 1958), Philosoph und Übersetzer, später Österreich
- Slavko Kolar (1891–1963), Schriftsteller.
- Milojko Mike Vučelić (1930–2012), Projektmanager bei “Apollo 11” und von 1966 bis 1978 einer der Direktoren des Apollo-Programmes der NASA